# 模擬市民2：環遊世界
《模擬市民2：環遊世界》为模拟市民2系列中第六个资料片。北美区域2007年9月4日发售于Windows作业系统上，欧洲区域则于2007年9月6日发售于Windows作业系统上，Mac OS X版本由Aspyr Media开发并于2007年12月17日发布。此资料片主要侧重于旅行生活，其游戏设计基础来源于模拟市民的前辈资料片：模拟市民：欢乐假期。而后辈模拟市民系列： 《模拟市民3：世界历险记》的设计来源于此资料片。

## 游戏玩法
《模拟市民2 游遍天下》囊括三个度假胜地：三湖镇（露营地）、岳水村莊（远东）和多基基岛屿（海滩）。玩家可以选择将单个模拟人物或一组人物去度假。在度假期间，模拟人物不必上班或上学。
每个度假地都有一个神秘区域，这些神秘区域可以通过秘密地图找到。玩家获秘密地图的方法主要是通过探测地形。此外玩家也可以在世界编辑器中创建或定制度假区域。

### 人物
在《模拟市民2 游遍天下》中有许多新的NPC人物：忍者、海盗、火舞者，厨师以及酒店工作人员等。玩家可以控制模拟人物在度假地里学习当地人的舞蹈，按摩和手势等各种东西。

### 纪念品
模拟人物可以度假地商店的购买纪念品，并且每个度假地的纪念品都是独一无二的。

### 薪水与时差
度假归来的模拟市民有一点机率得到休假薪金。若模拟市民状况不佳，可能会导致飞行时差，从而降低模拟人物的心情值。

### 世界

#### 多基基岛屿
在此游戏中的海滩提供了新的人物互动方式，如“梳贝壳”、“建造沙堡”、“假装游泳”和“享受日光浴”，但日光浴可以会导致模拟人物呗烧伤。另外，玩家也可以在自家的用地上建造海滩。除外，还有一些酒店建筑在海滩附近。

#### 三湖镇
此游戏中添加了一个新的区域：三湖镇，其地形类似于露营地。模拟人物可以在帐篷里露营或在旁边的木屋中度假。除外模拟人物也可以在篝火旁边享受火焰所带来的温暖或召开篝火故事会。在此游戏中，模拟人物可以在秘密区域发现大脚怪。

#### 岳水村莊
远东地区文化背景是以东亚文化为主。在远东地区，模拟人物可以打麻将，按摩和喝茶。甚至可以遇到忍者，学习忍术。除外可以跟当地人学习鞠躬礼仪。

### 购买模式
游戏新增两种新的房屋屋顶风格：宝塔和弯曲的边缘屋顶。另外还增添了亚洲风格的门窗与壁纸。同时也增加了新的衣服与饰品。

### 其他
模拟人物可以在度假地里拍摄照片或电影。同时玩家可以在社区里建筑礼拜堂。

## 外部連結
- 模拟市民2 官方网站 （页面存档备份，存于） （美式英语）
- 模擬市民2：環遊世界官方網站（美國） （英文）
- 模擬市民2：環遊世界官方網站（台灣） （繁體中文）